# Oncinotis
Oncinotis là chi thực vật có hoa trong họ Apocynaceae.